# Lista polskich klubów siatkarskich
Lista polskich klubów siatkarskich w rozgrywkach centralnych (w skład których wchodzą Plusliga, Tauron Liga, PLS 1. Liga mężczyzn, I liga kobiet oraz II ligi) w sezonie ligowym 2024/2025.
| zespół                                    | liga        | męski/żeński |
| ----------------------------------------- | ----------- | ------------ |
| Aluron CMC Warta Zawiercie                | PlusLiga    | męski        |
| Asseco Resovia Rzeszów                    | PlusLiga    | męski        |
| Barkom Każany Lwów                        | PlusLiga    | męski        |
| BOGDANKA LUK Lublin                       | PlusLiga    | męski        |
| GKS Katowice                              | PlusLiga    | męski        |
| Indykpol AZS Olsztyn                      | PlusLiga    | męski        |
| Jastrzębski Węgiel                        | PlusLiga    | męski        |
| Cuprum Stilon Gorzów                      | PlusLiga    | męski        |
| Nowak-Mosty MKS Będzin                    | PlusLiga    | męski        |
| PGE GiEK Skra Bełchatów                   | PlusLiga    | męski        |
| PGE Projekt Warszawa                      | PlusLiga    | męski        |
| PSG Stal Nysa                             | PlusLiga    | męski        |
| Steam Hemarpol Norwid Częstochowa         | PlusLiga    | męski        |
| Ślepsk Malow Suwałki                      | PlusLiga    | męski        |
| Trefl Gdańsk                              | PlusLiga    | męski        |
| Grupa Azoty ZAKSA Kędzierzyn-Koźle        | PlusLiga    | męski        |
| BKS BOSTIK ZGO Bielsko-Biała              | Tauron Liga | żeński       |
| Energa MKS Kalisz                         | Tauron Liga | żeński       |
| Grot Budowlani Łódź                       | Tauron Liga | żeński       |
| Chemik Police                             | Tauron Liga | żeński       |
| ITA TOOLS STAL Mielec                     | Tauron Liga | żeński       |
| #VolleyWrocław                            | Tauron Liga | żeński       |
| Developres Rzeszów                        | Tauron Liga | żeński       |
| ŁKS Commercecon Łódź                      | Tauron Liga | żeński       |
| Metalkas Pałac Bydgoszcz                  | Tauron Liga | żeński       |
| Moya Radomka Radom                        | Tauron Liga | żeński       |
| Sokół & Hagric Mogilno                    | Tauron Liga | żeński       |
| UNI Opole                                 | Tauron Liga | żeński       |
| AZS AGH Kraków                            | PLS 1. Liga | męski        |
| BKS Visła Proline Bydgoszcz               | PLS 1. Liga | męski        |
| ChKS Chełm                                | PLS 1. Liga | męski        |
| CUK Anioły Toruń                          | PLS 1. Liga | męski        |
| WKS Czarni Radom                          | PLS 1. Liga | męski        |
| KKS Mickiewicz Kluczbork                  | PLS 1. Liga | męski        |
| Lechia Tomaszów Mazowiecki                | PLS 1. Liga | męski        |
| MCKiS Jaworzno                            | PLS 1. Liga | męski        |
| MKST Astra Nowa Sól                       | PLS 1. Liga | męski        |
| PSG KPS Siedlce                           | PLS 1. Liga | męski        |
| PZL LEONARDO Avia Świdnik                 | PLS 1. Liga | męski        |
| REA BAS Białystok                         | PLS 1. Liga | męski        |
| SMS PZPS Spała                            | PLS 1. Liga | męski        |
| STS Olimpia Sulęcin                       | PLS 1. Liga | męski        |
| TS BBTS Bielsko-Biała                     | PLS 1. Liga | męski        |
| EASY WRAP Volley Kobyłka                  | I liga      | żeński       |
| ECO HARPOON LOS Nowy Dwór Mazowiecki      | I liga      | żeński       |
| Enea Energetyk Poznań                     | I liga      | żeński       |
| Enea Klub Siatkarski Piła                 | I liga      | żeński       |
| Gedania Politechnika Gdańsk               | I liga      | żeński       |
| Hospel Płomień Sosnowiec                  | I liga      | żeński       |
| BAS Kombinat Budowlany Białystok          | I liga      | żeński       |
| KSG Warszawa                              | I liga      | żeński       |
| LTS Legionovia Legionowo                  | I liga      | żeński       |
| MKS COPCO Imielin                         | I liga      | żeński       |
| PMKS Nike Węgrów                          | I liga      | żeński       |
| SMS PZPS Szczyrk                          | I liga      | żeński       |
| UJ CM Solna Wieliczka                     | I liga      | żeński       |
| MLKS ABO Energy Gubin                     | II liga     | męski        |
| Agencja Inwestycyjna Stilon Gorzów II     | II liga     | męski        |
| AKS V LO Rzeszów                          | II liga     | męski        |
| AT Jastrzębski Węgiel                     | II liga     | męski        |
| Avia Solar Sędziszów Małopolski           | II liga     | męski        |
| AZS UWM Olsztyn                           | II liga     | męski        |
| DOFU Bielawianka-Bester Bielawa           | II liga     | męski        |
| Błękitni Ropczyce                         | II liga     | męski        |
| KPS Chełmiec Akademia MZB Wałbrzych       | II liga     | męski        |
| Eco-Team AZS UJD Stoelzle Częstochowa     | II liga     | męski        |
| Enea Energetyk Poznań                     | II liga     | męski        |
| Enea KKS Kozienice                        | II liga     | męski        |
| Gwardia Wrocław                           | II liga     | męski        |
| Ikar Legnica                              | II liga     | męski        |
| IM Rekord Volley Jelcz-Laskowice          | II liga     | męski        |
| Karpaty - PANS Krosno                     | II liga     | męski        |
| UMKS Kęczanin Kęty                        | II liga     | męski        |
| KGHM SPS Chrobry Głogów                   | II liga     | męski        |
| KPS Płock                                 | II liga     | męski        |
| KRISHOME Września                         | II liga     | męski        |
| Camper Wyszków                            | II liga     | męski        |
| Metro Family Warszawa                     | II liga     | męski        |
| Lechia Tomaszów Mazowiecki II             | II liga     | męski        |
| LUKS Wilki Wilczyn                        | II liga     | męski        |
| MTS Międzyrzec Podlaski                   | II liga     | męski        |
| MKS Andrychów                             | II liga     | męski        |
| MKS Wisłok Strzyżów                       | II liga     | męski        |
| Lotnik Łęczyca                            | II liga     | męski        |
| MOS Wola Tramwaje Warszawskie             | II liga     | męski        |
| NECKO Augustów                            | II liga     | męski        |
| ProNutiva SKK Belsk Duży                  | II liga     | męski        |
| SMS PZPS Spała II                         | II liga     | męski        |
| SMS Sparta Kraków                         | II liga     | męski        |
| SPS Cargill Słupca                        | II liga     | męski        |
| Stoczniowiec Politechnika Gdańska         | II liga     | męski        |
| SUS Travel Elephant Trzebiatów            | II liga     | męski        |
| SwK KARTPOL Kobyłka                       | II liga     | męski        |
| Tarnovia Volleyball Tarnowo Podgórne      | II liga     | męski        |
| AS PANS Nysa                              | II liga     | męski        |
| TKS Tychy                                 | II liga     | męski        |
| Trefl Gdańsk II                           | II liga     | męski        |
| TS Volley Rybnik                          | II liga     | męski        |
| Tubądzin Volley MOSiR Sieradz             | II liga     | męski        |
| UKS Sparta Grodzisk Mazowiecki            | II liga     | męski        |
| Volley Team Żychlin                       | II liga     | męski        |
| BS Żagań WKS Sobieski Żagań               | II liga     | męski        |
| WKS Wieluń                                | II liga     | męski        |
| Volley Strzelce Opolskie                  | II liga     | męski        |
| EWL #VolleyWrocław II                     | II liga     | żeński       |
| FETRA AZS Warszawa                        | II liga     | żeński       |
| BIOFARM Szamotulanin Szamotuły            | II liga     | żeński       |
| Energa MKS Kalisz II                      | II liga     | żeński       |
| Enea Energetyk Poznań II                  | II liga     | żeński       |
| GLKS Barycz Janków Przygodzki             | II liga     | żeński       |
| JohnnyBros AZS Uniwersytet Gdański        | II liga     | żeński       |
| Karpaty - PANS Krosno                     | II liga     | żeński       |
| UMKS Kęczanin Kęty                        | II liga     | żeński       |
| Klub Sportowy Pajęczno                    | II liga     | żeński       |
| AZS AWF Varsovia Warszawa                 | II liga     | żeński       |
| AZS-AWF Wrocław                           | II liga     | żeński       |
| Częstochowianka Częstochowa               | II liga     | żeński       |
| Marba Sędziszów Małopolski                | II liga     | żeński       |
| Pałac Bydgoszcz II                        | II liga     | żeński       |
| Polonia Łaziska Górne                     | II liga     | żeński       |
| KSZO SMS Ostrowiec Świętokrzyski          | II liga     | żeński       |
| Amagraf Libero VIP Aleksandrów Łódzki     | II liga     | żeński       |
| MBS WTS Solna Wieliczka II                | II liga     | żeński       |
| MKS Chełmiec Wodociągi Wałbrzych          | II liga     | żeński       |
| MKS Maraton Skalneo Krzeszowice           | II liga     | żeński       |
| MKS MOS Credo Płomień Sosnowiec           | II liga     | żeński       |
| MKS Bispol Paradiso Łańcut                | II liga     | żeński       |
| MUKS Krótka Mysiadło                      | II liga     | żeński       |
| MUKS Sari Żory                            | II liga     | żeński       |
| NTSK PANS Komunalnik Nysa                 | II liga     | żeński       |
| POLMOTORS AZS Uniwersytet Bielsko-Bialski | II liga     | żeński       |
| PSPS Chemik Police                        | II liga     | żeński       |
| SMS Ostrów Łaskovia Łask                  | II liga     | żeński       |
| SMS PZPS Szczyrk II                       | II liga     | żeński       |
| SPS Wrocław                               | II liga     | żeński       |
| TKS Tomasovia Tomaszów Lubelski           | II liga     | żeński       |
| TSS Gdańsk                                | II liga     | żeński       |
| UKS Akademia Siatkówki Zduńska Wola       | II liga     | żeński       |
| UKS Chemik SMS Olsztyn                    | II liga     | żeński       |
| SMS Police                                | II liga     | żeński       |
| UKS "Sokół 43" AZS AWF Katowice           | II liga     | żeński       |
| UKS ZSMS Poznań                           | II liga     | żeński       |
| WSKonsorcjum UKS OPP Powiat Kołobrzeski   | II liga     | żeński       |
| ŁKS AZS UMED Łódź                         | II liga     | żeński       |

źródło: pls.pl/, sedziowie.pzps.pl, volleybox.net